# The Roommate
The Roommate is een door Christian E. Christiansen geregisseerde Amerikaanse psychologische thriller uit 2011. De film ging in première op 4 februari 2011 en was op 5 mei 2011 voor het eerst in de Nederlandse bioscopen te zien.

## Verhaal
Sara is een studente wier leven in gevaar komt als ze een psychopathische kamergenoot krijgt, Rebecca. Rebecca is een eerstejaars die een obsessie krijgt voor Sara. Dit zet haar ertoe om al Sara's vrienden uit de weg te ruimen. Hierbij spelen Sara's vriend Stephen, Sara's ex-vriend Jason en de losbandige studente Tracy een grote rol.

## Rolverdeling
| Acteur           | Personage |
| ---------------- | --------- |
| Leighton Meester | Rebecca   |
| Minka Kelly      | Sara      |
| Cam Gigandet     | Stephen   |
| Alyson Michalka  | Tracy     |
| Danneel Harris   | Irene     |
| Matt Lanter      | Jason     |
| Katerina Graham  | Kim       |
| Frances Fisher   |           |
| Nina Dobrev      | Maria     |

## Productie
In maart 2009 werd bekendgemaakt dat actrice Leighton Meester de hoofdrol zou vertolken in The Roommate, een thriller waar, op regisseur Christian E. Christiansen na, verder nog niemand aan meewerkte. Ze vertelde dat de film een hervertelling van Single White Female (1992) zou worden en dat ze een personage speelt dat Sara heet. Een maand later kwam het nieuws dat Cam Gigandet Meesters vriendje zou vertolken. Hierbij werd ook bekendgemaakt dat de opnames zouden beginnen in mei 2009.
Vlak nadat de opnames in mei 2009 begonnen werd Minka Kelly toegevoegd aan de acteurs. Hierbij werd onthuld dat zij Sara zou spelen. Meester was ondertussen van personage veranderd en kreeg de rol van Rebecca. Nog dezelfde dag werd gemeld dat Alyson Michalka en Matt Lanter ook rollen zouden vervullen. Danneel Harris was de laatste actrice die een rol kreeg. In juni 2009 kwam het nieuws dat ze was toegevoegd aan de acteurs.
Meester vertelde ze dat ze ter voorbereiding gebruikmaakte van method acting. Ze verdiepte zich in psychische aandoeningen en hield zich afzijdig van haar collega's om de juiste sfeer te creëren. De draaidagen duurden tot en met augustus 2009.